# Huey (Illinois)
Huey è un villaggio degli Stati Uniti d'America, situato nello Stato dell'Illinois, nella contea di Clinton.